# Tilia rubra
Tilia rubra är en malvaväxtart som beskrevs av Dc.. Tilia rubra ingår i släktet lindar, och familjen malvaväxter. Inga underarter finns listade i Catalogue of Life.